# 馬伊什瓦亞 (亞利桑那州)
馬伊什瓦亞（英語：Maish Vaya）是位於美國亞利桑那州皮馬縣的一個人口普查指定地區。根據2010年美國人口普查，該地共人口500人，而該地的面積約為10.97平方千米。

## 地理
馬伊什瓦亞的座標為32°10′13″N 112°08′03″W / 32.17028°N 112.13417°W，而該地最高點為海拔高度779米（即2556英尺）。